# Usluga ekosustava
Pod pojmom usluge ekosustava podrazumijevaju se takve vrste usluga koju pruža priroda besplatno, a čovjek ih koristi. Primjeri takvih usluga su oprašivanje biljnih cvjetova koje izvode kukci, prirodno filtriranje oborinskih voda, raspoloživost riba u akvatičkim ekosustavima....

## Vrste usluga ekosustava
Prema "Millennium Ecosystem Assessmentu" usluge ekosustava mogu se podijeliti u četiri vrste:
- Usluge podrške, koje su potrebne za funkcioniranje svih ostalih usluga ekosustava, kao što su krugotok hraniva, primarna produkcija biomase ili formiranje tla.
- Usluge opskrbe  kao što su proizvodnja hrane, voda, drvo, vlakna, genetički resursi
- Usluge regulacije kao što su reguliranje klime, poplava, bolesti, kvaliteta vode, uklanjanje otpada
- Kulturološke usluge koje ukljućuju odmor, estetsko uživanje, duhovno ispunjenje

## Značenje za ljude
Život ljudi bez ovih usluga ne bi bio moguć. Usprkos tome, neprekidno se javljaju pokušaji da se te usluge izraze u novčanim vrijednostima, što ukazuje na dimenzije čovjekove ovisnosti o prirodi. Pored toga, na taj način se može prikazati odnos između zapravo neprocjenjivog servisa okoliša i materijalnih dobara dobivenih dijelom uništavanjem okoliša. Zbog toga, ne smije se previdjeti novčano vrednovanje usluga ekosustava, jer su mnoge od njih nenadoknadive. Navođenje novčane vrijednosti se stoga može prije vidjeti kao cijenu štete, a ne kao cijenu za nadomjestak prirodne usluge ekosustava.